# Leite de arroz
O leite de arroz é um leite vegetal feito de arroz. O leite de arroz comercial é normalmente fabricado com arroz integral e xarope de arroz castanho, e pode ser adoçado com açúcar ou substitutos do açúcar e aromatizado com ingredientes comuns, como baunilha. É comumente fortificado com proteínas e micronutrientes, como vitamina B12, cálcio, ferro ou vitamina D.

## História
A origem exata do leite de arroz é incerta. Em 1914, Maria M. Gilbert deu uma receita de leite de arroz no seu livro Meatless Cookery, que foi o primeiro uso conhecido do termo. Em 1921, a primeira fábrica de leite de arroz foi construída pela Vita Rice Products Co., lançando a Vita Rice Milk no mesmo ano em São Francisco, Califórnia. Em 1990, o Rice Dream foi lançado pela Imagine Foods de Palo Alto, Califórnia, em embalagens Tetra Pak, tornando-se o primeiro leite de arroz amplamente popular.

## Nutrição
O leite de arroz (sem açúcar) contém 89% de água, 9% de carboidratos, 1% de gordura e contém proteína insignificante (tabela). Uma quantidade de referência de 100 ml fornece 47 calorias e – se fortificada propositalmente durante o fabrico – 26% do valor diário (VD) de vitamina B12 (tabela). Ele também fornece cálcio (12% VD; fortificado) e manganês (13% VD; fortificado) em quantidades moderadas, mas, fora isso, é pobre em micronutrientes.

## Segurança em crianças pequenas
Devido aos níveis de arsénio no arroz, a Agência de Normas Alimentares do Reino Unido recomenda que o leite de arroz não seja dado a crianças com menos de 5 anos como substituto do leite materno, do leite em pó ou do leite de vaca.

## Comparação com o leite de vaca
O leite de arroz contém mais carboidratos quando comparado ao leite de vaca (9% vs. 5%), mas não contém quantidades significativas de cálcio ou proteína, e não contém colesterol ou lactose. As marcas comerciais de leite de arroz são frequentemente fortificadas com vitaminas e minerais, incluindo cálcio, vitamina B 12, vitamina B 3 e ferro. Possui índice glicêmico de 86, contra 37 do leite desnatado e 39 do leite integral.
O leite de arroz pode ser consumido por pessoas intolerantes à lactose, alérgicas à soja ou ao leite. Também é usado como substituto de laticínios por veganos.

## Marcas comerciais
Marcas comerciais de leite de arroz estão disponíveis em vários sabores, como baunilha, e também sem sabor, e podem ser usadas em muitas receitas como uma alternativa ao leite de vaca tradicional.

## Preparação
O leite de arroz é feito comercialmente pressionando o arroz através de um moinho, seguido de filtragem e mistura em água. Pode ser feito em casa usando farinha de arroz e proteína de arroz integral, ou fervendo o arroz integral com um grande volume de água, batendo e filtrando a mistura.

## Preocupações ambientais
Os arrozais necessitam de recursos hídricos substanciais e podem permitir que fertilizantes e pesticidas migrem para cursos de água contíguos. As bactérias que habitam os arrozais libertam metano para a atmosfera, emitindo este gás com efeito de estufa em quantidades superiores às de outros leites vegetais.
A produção de leite de arroz utiliza menos água do que o leite lácteo e leite de amêndoa, mas consideravelmente mais do que leite de soja ou leite de aveia.

## Galeria

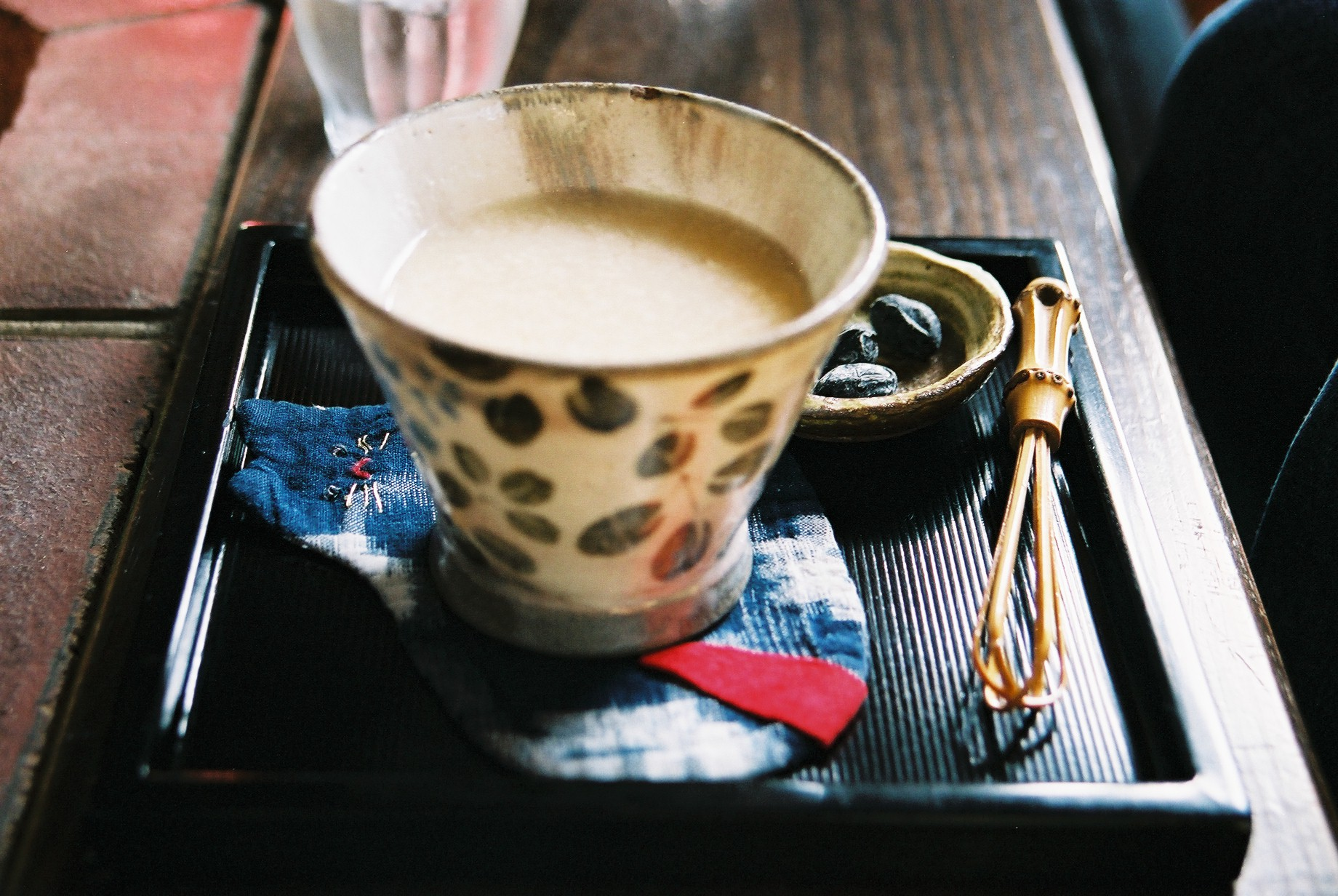
Uma chávena de amazake.
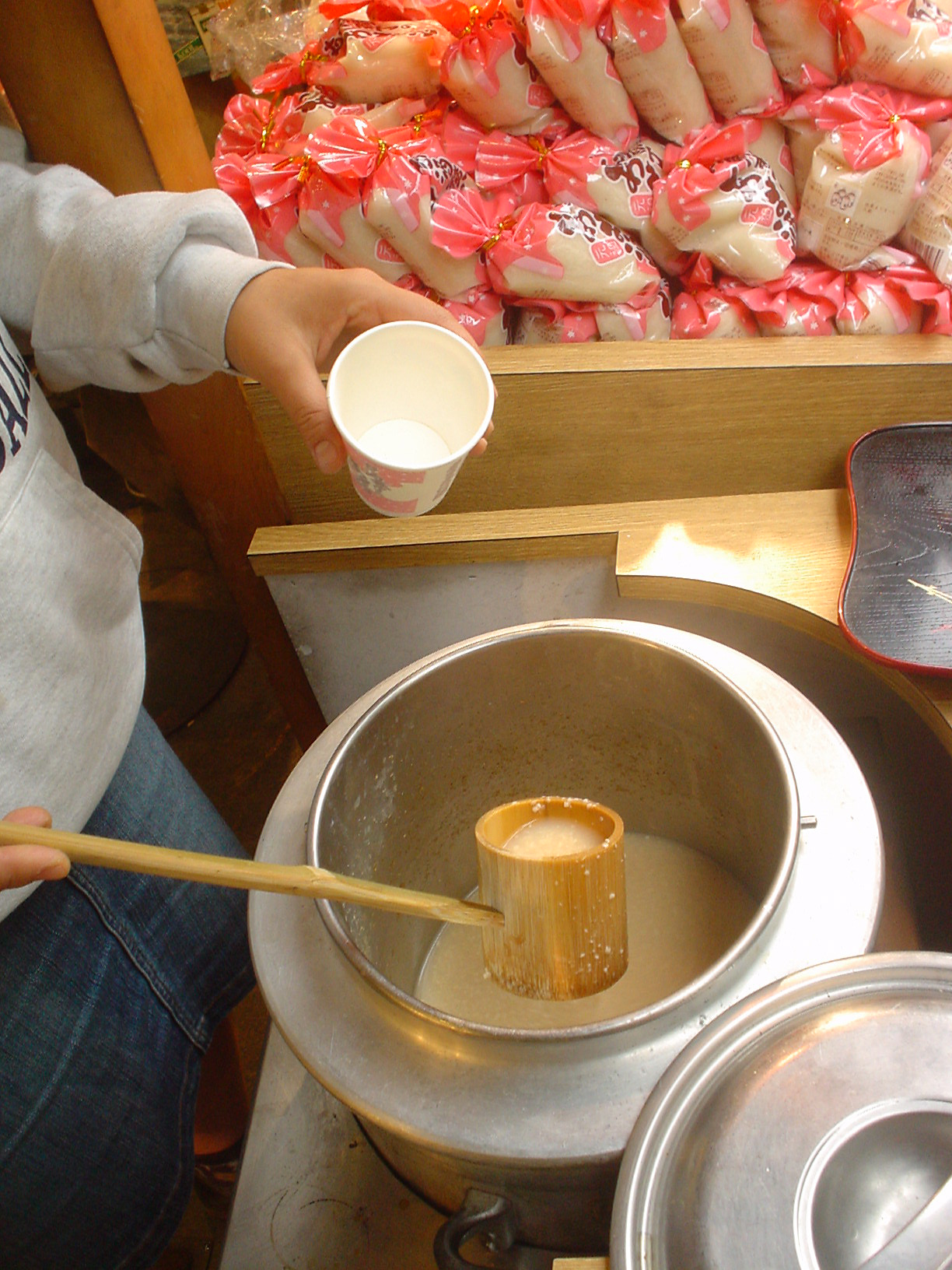
Amazake japonês – leite de arroz fermentado – servido numa concha.